# Pareugyrioides arnbackae
Pareugyrioides arnbackae är en sjöpungsart som först beskrevs av C.S. Millar 1960.  Pareugyrioides arnbackae ingår i släktet Pareugyrioides och familjen kulsjöpungar.
Artens utbredningsområde är Södra Ishavet. Inga underarter finns listade i Catalogue of Life.